# Benjamin Coelho
Benjamin Coelho (* in Tatuí) ist ein brasilianischer Fagottist und Musikpädagoge.
Coelho erwarb den Bachelorgrad am Purchase College Conservatory of Music und den Mastergrad an der Manhattan School of Music. Bevor er 1998 Professor für Fagott an der University of Iowa wurde, war er Vizedekan und Professor an der Universidade do Estado de Minas Gerais und wirkte als Erster Fagottist in den Sinfonieorchestern von Rio de Janeiro, Campinas und Belo Horizonte.
Als Kammermusiker trat Coelho mit dem brasilianischen Gramado-Bläserquintett, dem Ensemble für Neue Musik von Minas Gerais und dem New Yorker Alaria Chamber Ensemble auf. Mit dem Ensemble Wizards! A Double Reed Consort nahm er zwei CDs auf. Er ist Gründungsmitglied des Manhattan Wind Quintet, mit dem er mehrere Wettbewerbe für Kammermusik gewann und 1987 ein ausverkauftes Konzert in der Carnegie Recital Hall gab. Als Solist, Orchestermusiker und Fagottlehrer wirkte er in Brasilien, Argentinien, Bolivien, Portugal, Frankreich, Rumänien, Australien, Kanada und der Tschechischen Republik. Sein besonderes Interesse gilt der Neuen Musik; er gab mehrere Kompositionen bei zeitgenössischen Komponisten in Auftrag, deren Uraufführung er spielte und aufnahm. 

## Diskographie
- Agnus Dei (2012)
- Dreaming in Colours (2011)
- Explorations (2007)
- Pas de Trois (2006)
- Bravura Bassoon (2005)
- Bassoon Images from the Americas (2003)
- WiZARDS! Works! (2003)
- Classical WiZARDS! (2000)

## Weblink
- Homepage von Benjamin Coelho